# Luc Huyghe
Luc Huyghe (Oostnieuwkerke, 1960. november 21. –) belga nemzetközi labdarúgó-játékvezető. Polgári foglalkozásként egy aszfaltvállalat tulajdonosa.

## Pályafutása

### Nemzeti játékvezetés
1978-ban tett játékvezetői vizsgát. Ellenőreinek, sportvezetőinek javaslatára lett a I. Liga játékvezetője. Az aktív nemzeti játékvezetéstől 2003-ban vonult vissza.

### Nemzetközi játékvezetés
A Belga labdarúgó-szövetség Játékvezető Bizottsága (JB) terjesztette fel nemzetközi játékvezetőnek, a Nemzetközi Labdarúgó-szövetség (FIFA) 1996-tól tartotta nyilván bírói keretében. Több nemzetek közötti válogatott és klubmérkőzést vezetett. A belga nemzetközi játékvezetők rangsorában, a világbajnokság-Európa-bajnokság sorrendjében többedmagával a 25. helyet foglalja el 2 találkozó szolgálatával. Az aktív nemzetközi játékvezetéstől 2003-ban búcsúzott. Válogatott mérkőzéseinek száma: 7.

#### Európa-bajnokság
Az európai-labdarúgó torna döntőjéhez vezető úton Belgiumba és Hollandiába a XI., a 2000-es labdarúgó-Európa-bajnokságra és Portugáliába a XII., a 2004-es labdarúgó-Európa-bajnokságra az UEFA JB játékvezetőként foglalkoztatta.

##### 2000-es labdarúgó-Európa-bajnokság
| Időpont           | Helyszín               | Mérkőzés típusa           | Mérkőzés        | Eredmény | Nézők száma |
| ----------------- | ---------------------- | ------------------------- | --------------- | -------- | ----------- |
| 1999. április 30. | Ullevaal Stadion, Oslo | előselejtező (2. csoport) | Norvégia–Grúzia | 1 : 0    | 18 236      |

##### 2004-es labdarúgó-Európa-bajnokság
| Időpont            | Helyszín                     | Mérkőzés típusa           | Mérkőzés           | Eredmény | Nézők száma |
| ------------------ | ---------------------------- | ------------------------- | ------------------ | -------- | ----------- |
| 2002. november 20. | Tofik Bahramov Stadion, Baku | előselejtező (9. csoport) | Azerbajdzsán–Wales | 0 : 2    | 12 000      |